# Verneuilinoidea
Verneuilinoidea, tradicionalmente denominada Verneuilinacea, es una superfamilia de foraminíferos del suborden Verneuilinina y del orden Lituolida. Su rango cronoestratigráfico abarca desde el Pennsylvaniense (Carbonífero superior) hasta la Actualidad.

## Discusión
Clasificaciones previas incluían Verneuilinoidea en el suborden Textulariina del orden Textulariida, o en el orden Lituolida sin diferenciar el suborden Verneuilinina.

## Clasificación
Verneuilinoidea incluye a las siguientes familias:
- Familia Conotrochamminidae
- Familia Prolixoplectidae
- Familia Verneuilinidae
- Familia Tritaxiidae
- Familia Piallinidae
- Familia Reophacellidae